# Grés de Silves
Grés de Silves é uma formação geológica do Triásico de Portugal, composta sobretudo por argilito e arenito avermelhados. O nome tem base na povoação de Silves, no Algarve, que tem um castelo construído com arenito do Grés de Silves, mas a formação estende-se para o centro norte de Portugal. O termo foi criado pelo geólogo suíço Paul Choffat.
Fósseis conhecidos na Formação Grés de Silves:
- Fitossauro indet.
- Metoposaurus algarvensis Brusatte et al., 2015[1]